# ワット・プラマハータート
ワット・プラマハータート＝ウォーラマハーウィハーンはタイ、ナコーンシータンマラート県にある仏教寺院の一つ。いわゆる王室寺院である。早くから上座部仏教（小乗仏教）が伝来しタイ南部における仏教の中心的存在であった。またスコータイ王朝時代にスコータイへ僧を送り、タイ中部の仏教の伝来にも大きな役割を果たした。旧称はワット・プラボーロマタートであるが、現在ではこの名称は別の多くの寺院に用いられている。

## 概要
寺院の中心的存在である仏塔、プラ・マハータートは地元の伝承および歴史書においては311年のシュリーヴィジャヤ王国時代の建設となっているが、実際には13世紀ごろのナコーンシータンマラート王国の建国者シータンマーソッカラートの建設であろうと歴史学者は考えている。この時代には、この寺院は全盛期を迎え12,000人の僧を抱えた一方、スコータイに僧を送り出すなどタイ中部の仏教隆盛を促した。このため寺院の位置するナコーンシータンマラートはムアンプラ（僧の街）と呼ばれるようになったほどであった。その後もマレー半島における仏教の中心地としてもてはやされ、ナコーンシータンマラートを代表する寺院としての地位を保った。